# Липтовска Порубка (район Липтовски-Микулаш)
Липтовска Порубка (словац. Liptovská Porúbka, венг.  Kisporuba) — деревня и община района Липтовски-Микулаш, Жилинского края Словакия.
Расположена в восточной части исторической области Словакии — Липтов на севере Словакии у подножья Низких Татр на реке Ваг на высоте — 659 м. н. м. Находится 14 км к юго-востоку от административного центра района г. Липтовски-Микулаш.
Кадастровая площадь общины — 42,22 км².

## Население
| Год:                | 1994 | 2004     | 2014    | 2024    |
| ------------------- | ---- | -------- | ------- | ------- |
| Количество человек: | 997  | 1169     | 1172    | 1233    |
| Разница:            |      | +17,25 % | +0,25 % | +5,20 % |

Население — 1 235 человека (на 31 декабря 2022 года). Плотность — 29,29 чел/км²

## История
Липтовска Порубка впервые упоминается в 1377 году под названием Крижанпоруба (Крижанова Поруба). Основой сегодняшнего названия деревни с самого начала было слово Поруба - населённый пункт возник в результате вырубки леса на изначально лесистом берегу реки Ваг. 
Пострадала во время восстания Ракоци. До 1918 года принадлежала Венгерскому королевству, затем перешла к Чехословакии, сегодня — в составе Словакии. Во время Второй мировой войны жители приняли активное участие в Словацком национальном восстании.
С 1971 по 1992 год входила в состав города Липтовски-Градок.

## Достопримечательности

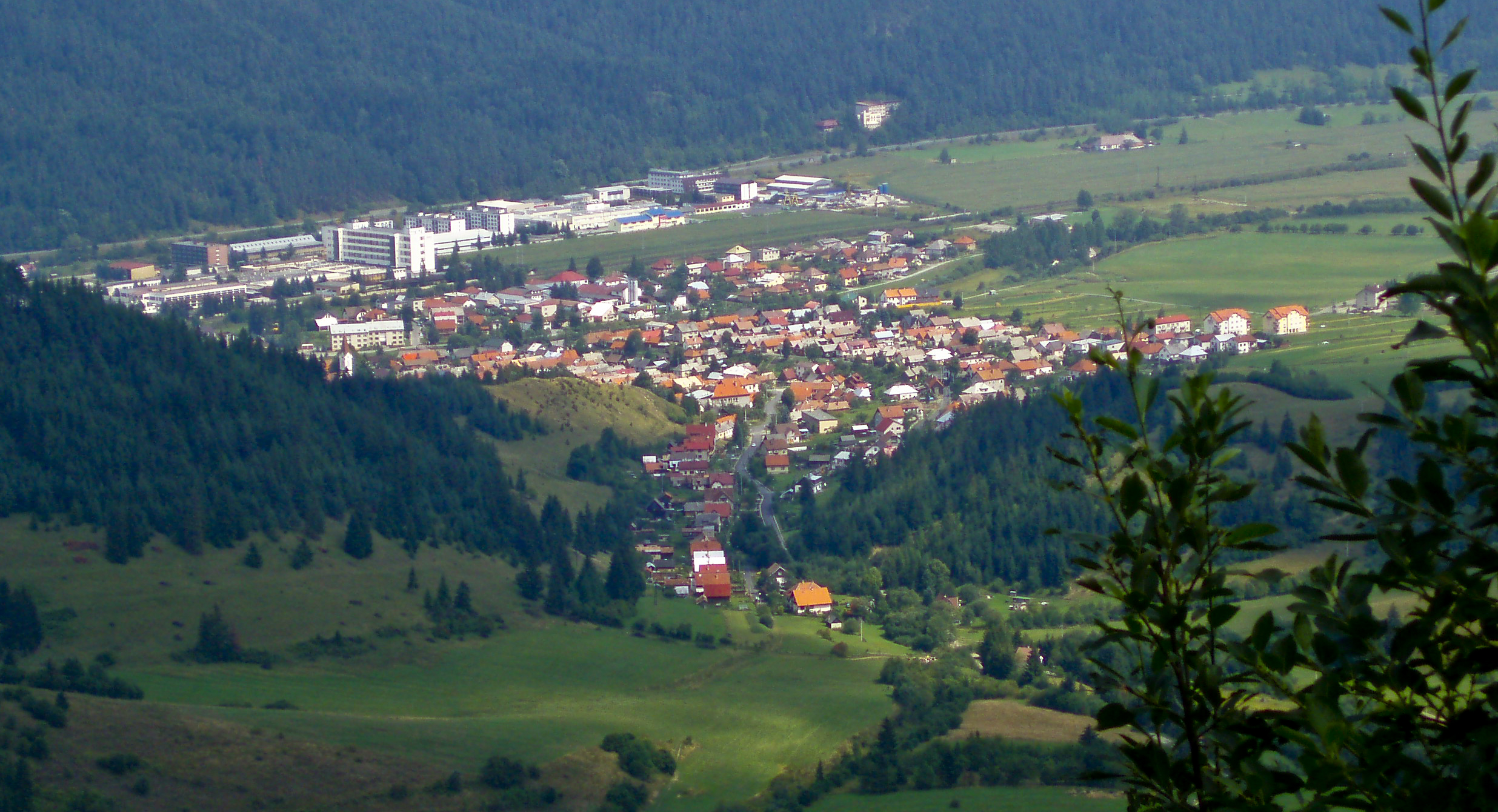
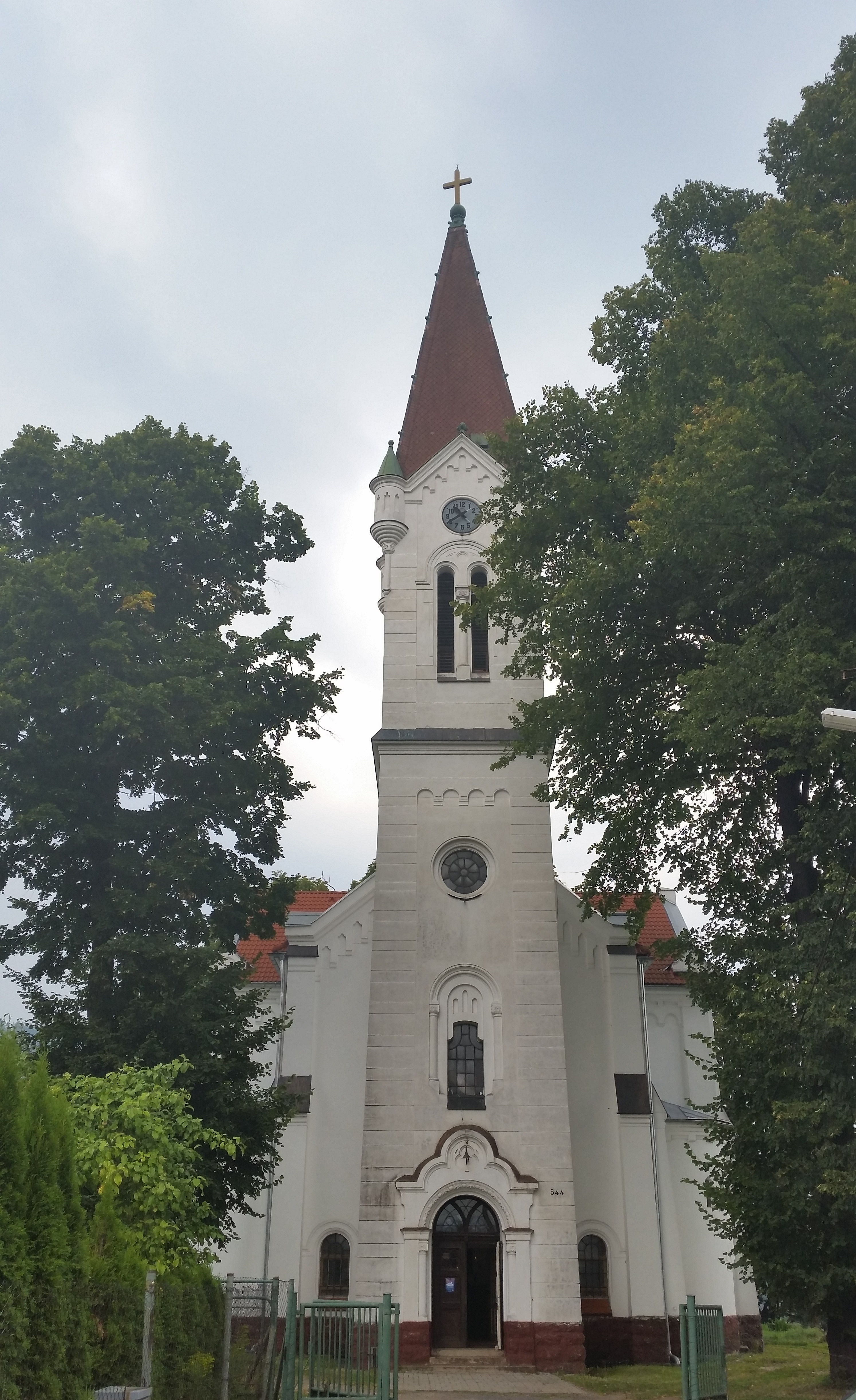
Евангелический костёл
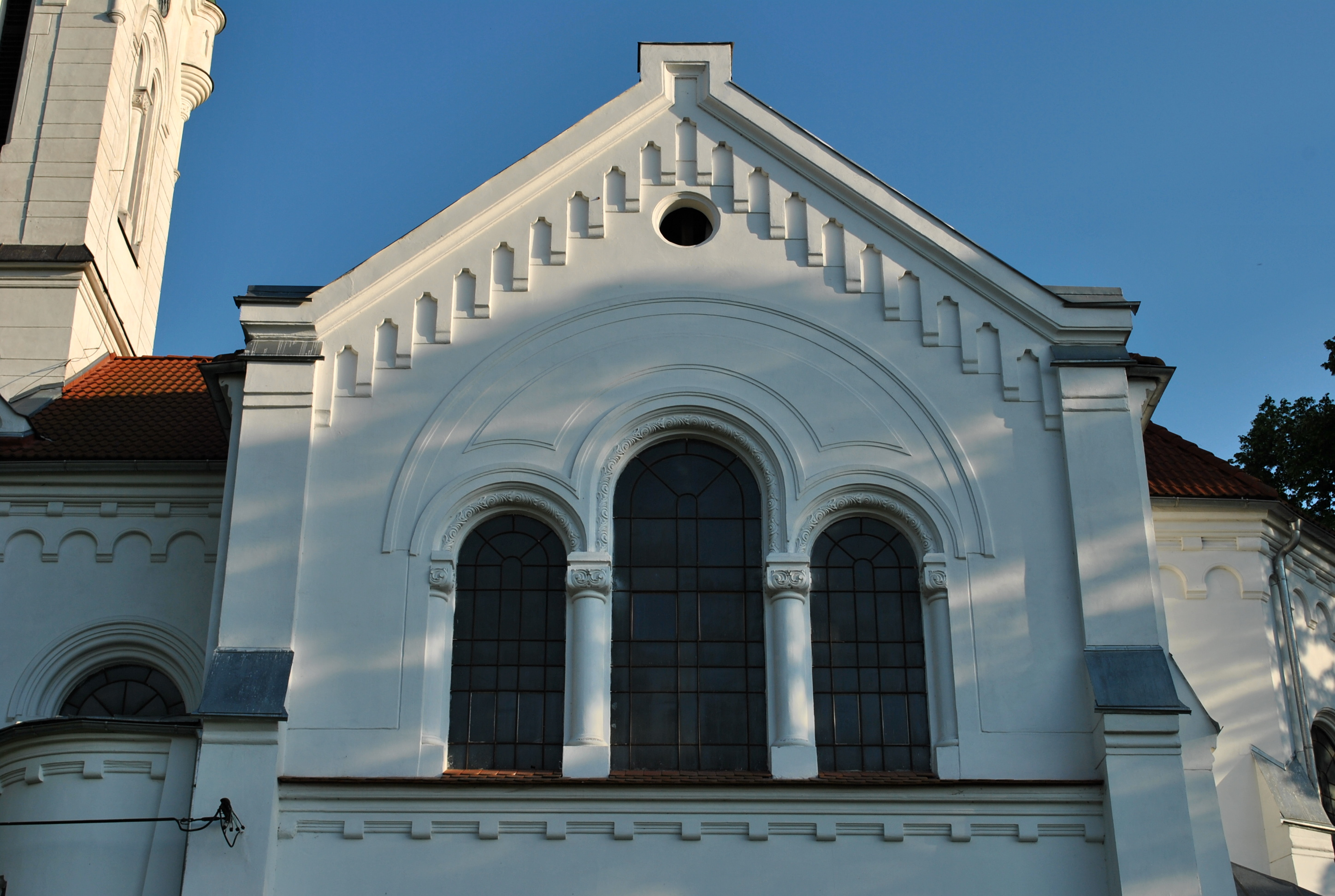
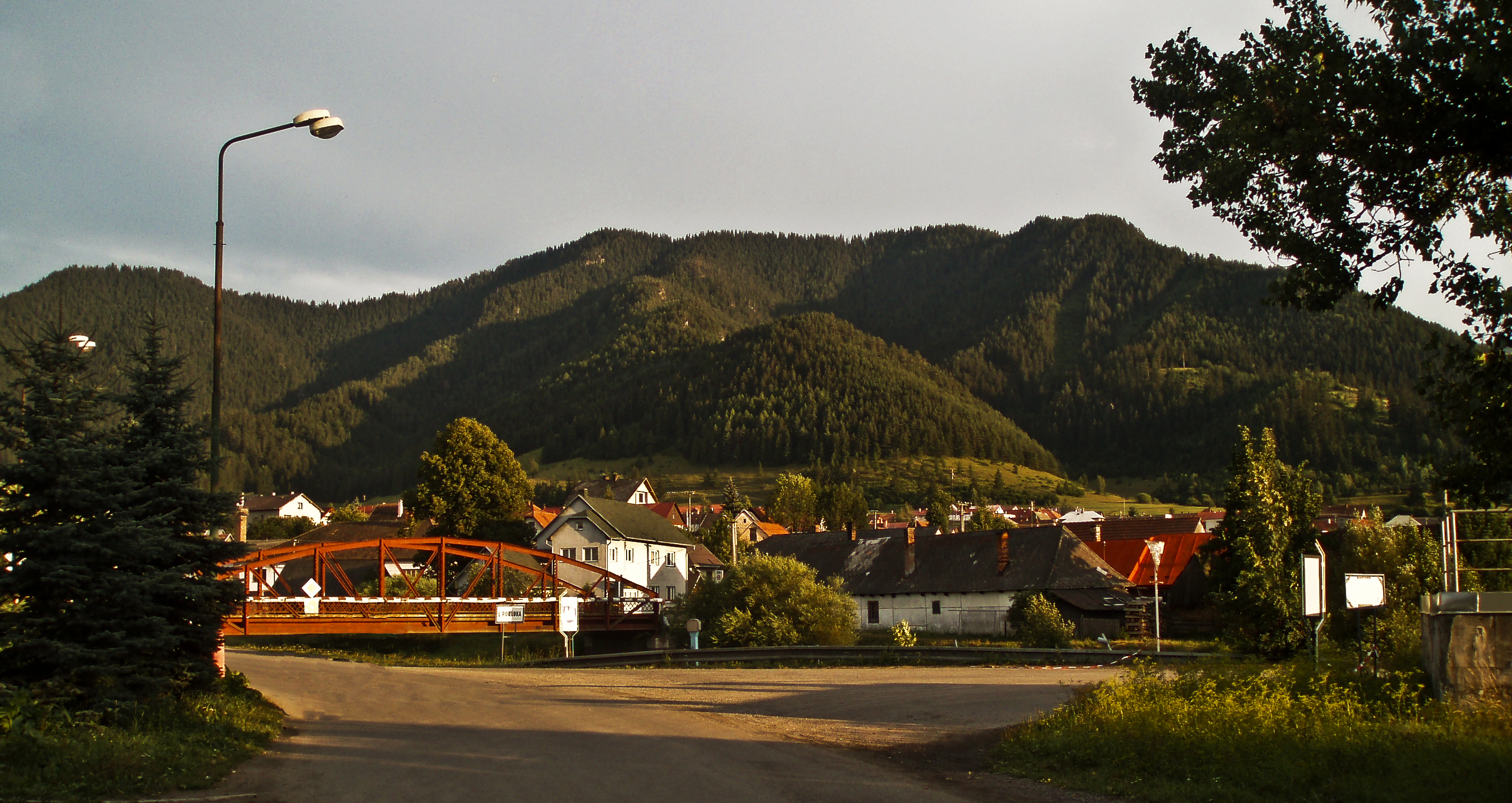

Евангелическая церковь 1914-1918 годов, построенная на месте прежней старой.

## Известные уроженцы
- Ленарт, Йозеф (1923—2004)  — чехословацкий государственный деятель, председатель Правительства Чехословацкой Социалистической Республики (ЧССР; 1963—1968), и.о. президента ЧССР (1968), первый секретарь ЦК Коммунистической партии Словакии (КПС; 1981-1989).